# Rio Tombali
O rio Tombali é um curso d'água que corre ao sul da Guiné-Bissau, sendo um dos mais importantes rios do país. Sua foz fica à jusante da vila-secção de Caleu-Tombali. Deságua no oceano Atlântico, logo após o arquipélago dos Bijagós.
O rio nasce no noroeste das terras do sector de Empada, na região de Quinara, durante boa parte de seu percurso servindo de fronteira leste-oeste entre os sectores de Quinara e Tombali, até chegar no arquipélago dos Bijagós, no oceano Atlântico.
Sua bacia de drenagem é formada por dois rios principais: o próprio rio Tombali e pelo rio Pobreza.